# Csonka György
Csonka György, később Georg Csonka (Szeged, 1943. –) animációs rendező, festőművész.

## Munkássága

### Filmes munkái
- Altató, 1974.[2] – József Attila verse alapján – Animációs Filmfesztivál Ottawa 1976[3][4],[5] gyermekfilm kategória 2. díj
- Ló a házban, 1975. Lázár Ervin elbeszélése alapján.[6]
- Visionen, Oase-Film GmbH Essen, 1978, rövidfilm, Ady Endre versei után szabadon.[7]
- Ein Platz in der Straßenbahn, Oase-Film GmbH Essen, 1979, rövidfilm, Kosztolányi Dezsö egy novellája (Esti Kornél) után szabadon.[8]
- Jonas, Oase-Film GmbH Essen, 1981, rövidfilm, Babits Mihály Jónás könyve után szabadon. - Kurzfilmfestival Oberhausen, Katolikus Zsüri díja
- Grace Jones "La vie en rose"[9]

### Könyv
- Georg Csonka by CSONKA, Georg: Galerie Kaess-Weiss, Stuttgart 1993

### Kiállítások (egyéni)
- 1990 Galerie Kaess-Weiss, Stuttgart
- 1992 Galerie Kaess-Weiss
- 1993 Galerie der Stadt Kornwestheim
- 1994 Galerie Kaess-Weiss, Galerie Biermann, Berlin
- 1995 Kunsthalle Würtzburg
- 1996 Galerie Kaess-Weiss, Studio d’Arte Cannaviello, Milano
- 1997 Galerie Kaess-Weiss, Galerie Peters-Barenbrock, Braunschwein
- 1998 Galerie Kaess-Weiss
- 1999 Galerie Kaess-Weiss
- 2000 Galerie Kaess-Weiss
- 2019 Szeretetláng kápolna, Törökbálint